# Colwyn Philipps, 3. Viscount St. Davids
Colwyn Jestyn John Philipps, 3. Viscount St. Davids (* 30. Januar 1939; † 26. April 2009) war ein britischer Peer.

## Leben und Karriere
Philipps besuchte die Sevenoaks School und anschließend das King’s College London. Nachdem er bei den Welsh Guards seinen Wehrdienst abgeleistet hatte, wurde er Partner einer Londoner Börsenmaklergesellschaft.
Philipps war ein bekannter Musikliebhaber, der sich insbesondere auf das Leben und Werk von Rossini spezialisiert hatte. Er war unter anderem in der Rossini-Gesellschaft in Pesaro aktiv. Sein Interesse galt weiterhin der Walisischen Geschichte und Kultur.
Er gehörte ab 1991 dem House of Lords an. Von 1992 bis 1994 war Philipps Lord-in-Waiting und von 1995 bis 1999 stellvertretender Speaker. Seinen Sitz verlor er mit dem House of Lords Act 1999. Eine ihm angebotene Life Peerage lehnte er ab. Er gilt als einer der Väter der Dezentralisierung in Wales, welche zur Bildung der National Assembly for Wales führte. Neben der Viscountcy of St. Davids hatte er auch die alten englische Baronien Strange (barony by writ) als 16. Titelträger, Hungerford als 22. Titelträger und de Moleyns als 21. Titelträger inne.
Er war seit 1965 mit Augusta Victoria Correa Larrain verheiratet und hatte zwei Söhne. Sein ältester Sohn erbte bei seinem Tod seine Titel.